# Hadar Am

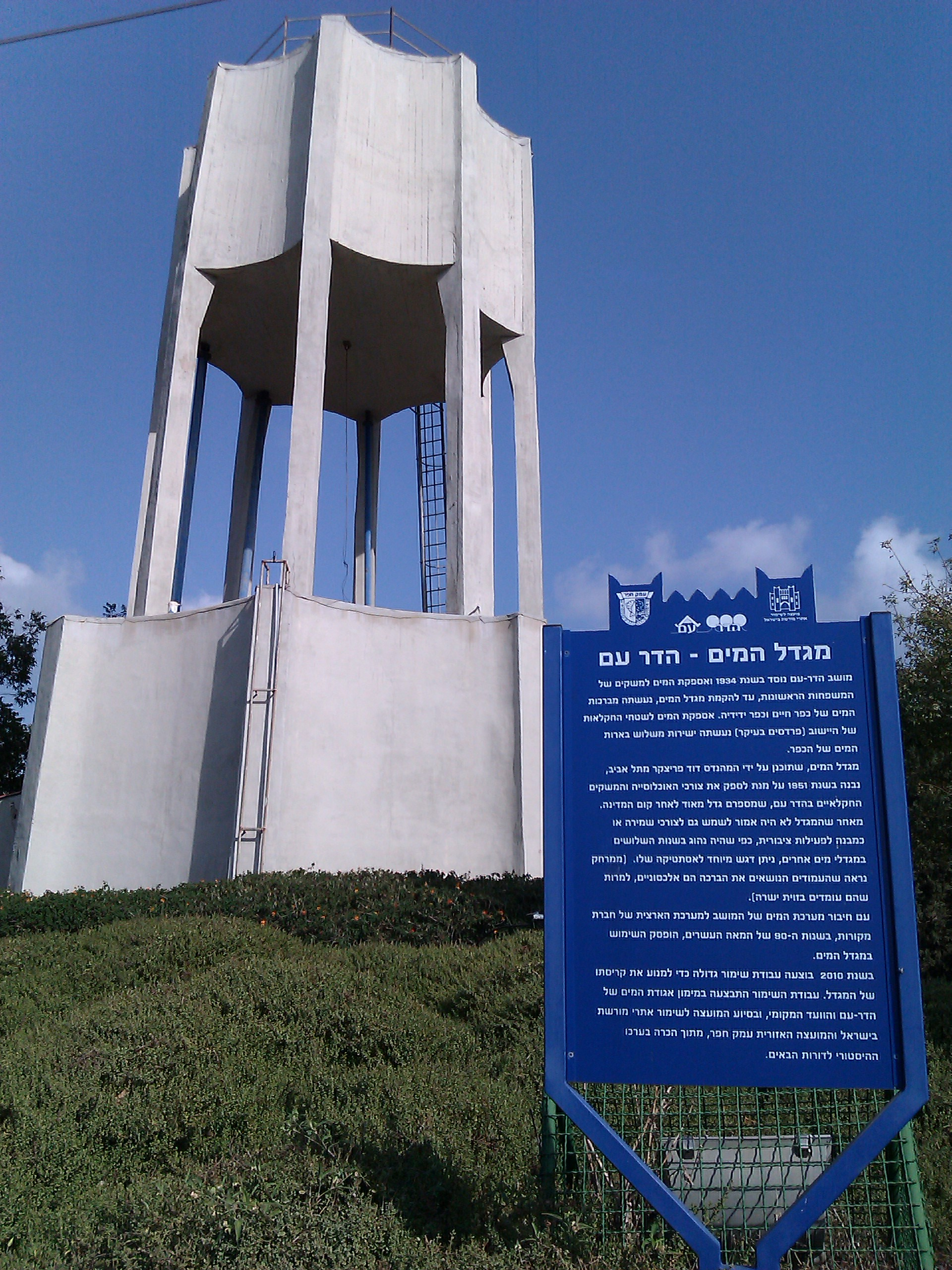
Hadar Am

Hadar Am (hebrejsky הֲדַר עָם, doslova „Citrus národu“, v oficiálním přepisu do angličtiny Hadar Am) je vesnice typu mošav v Izraeli, v Centrálním distriktu, v Oblastní radě Emek Chefer.

## Geografie
Leží v nadmořské výšce 29 metrů v hustě osídlené a zemědělsky intenzivně využívané pobřežní nížině respektive Šaronské planině. Západně od vesnice prochází vádí Nachal Avichajil.
Obec se nachází 5 kilometrů od břehu Středozemního moře, cca 32 kilometrů severovýchodně od centra Tel Avivu, cca 51 kilometrů jihojihozápadně od centra Haify a 10 kilometrů jižně od města Chadera. Hadar Am obývají Židé, přičemž osídlení v tomto regionu je etnicky převážně židovské. Spolu se sousedními vesnicemi Ma'abarot, Mišmar ha-Šaron, Kfar Chajim, Kfar Jedidja a Bejt Jicchak-Ša'ar Chefer vytváří souvislý severojižní pás zemědělských sídel táhnoucí se až k okraji města Netanja.
Hadar Am je na dopravní síť napojen pomocí dálnice číslo 4.

## Dějiny
Hadar Am byl založen v roce 1933. Šlo o jednu z mnoha židovských osad, které v této době vznikly v regionu Emek Chefer. Tato vesnice byla určena pro středostavovské Židy a plánovaná jako zemědělské sídlo orientované na pěstování citrusů. První citrusové plantáže tu byly vysazeny v dubnu 1934, roku 1935 vyrostly první domy. Až do roku 1948 ale populace mošavu sestávala jen z cca 7 rodin. Část očekávaných osadníků zahynula během holokaustu v Evropě. V 50. letech 20. století pak obyvatelstvo posílil příchod další skupiny Židů z Nizozemska a východní Evropy.
Místní ekonomika je založena na zemědělství, stále s důrazem na pěstování citrusů. Ryze zemědělským hospodařením se ale živí již jen sedm rodin. Obec jako jedna z prvních v Izraeli přijala regulativy, které zakazují zřizování průmyslových podniků a komerčních ploch v obytné zóně. V mošavu funguje společenské centrum , mateřská škola a synagoga. Stojí tu 77 usedlostí.

## Demografie
Podle údajů z roku 2014 tvořili naprostou většinu obyvatel v Hadar Am Židé (včetně statistické kategorie "ostatní", která zahrnuje nearabské obyvatele židovského původu ale bez formální příslušnosti k židovskému náboženství).
Jde o menší sídlo vesnického typu s dlouhodobě rostoucí populací. K 31. prosinci 2014 zde žilo 577 lidí. Během roku 2014 stoupla populace o 9,5 %.
| Rok            | 1948 | 1961 | 1972 | 1983 | 1995 | 2001 | 2003 | 2004 | 2005 | 2006 | 2007 | 2008 | 2009 | 2010 | 2011 | 2012 | 2013 | 2014 |
| -------------- | ---- | ---- | ---- | ---- | ---- | ---- | ---- | ---- | ---- | ---- | ---- | ---- | ---- | ---- | ---- | ---- | ---- | ---- |
| Počet obyvatel | 40   | 203  | 185  | 276  | 349  | 428  | 452  | 460  | 481  | 494  | 487  | 525  | 462  | 480  | 489  | 526  | 527  | 577  |